# Ronneby (Minnesota)
Ronneby statisztikai település az USA Minnesota államában, Benton megyében. Lakosainak száma 71 fő (2020. április 1.).

## Népesség
A település népességének változása:
| Lakosok száma | 156  | 132  | 76   | 16   | 67   | 71   |
|               | 1900 | 1910 | 1920 | 2000 | 2010 | 2020 |